# Edinara Brancher
Edinara Brancher (Anchieta, 1 de fevereiro de 1996) é uma voleibolista indoor brasileira atuante nas posições de oposto e ponta, com marca de alcance de 308cm no ataque e 293 no bloqueio. Servindo as categorias de base da Seleção Brasileira conquistou o vice-campeonato na edição do Campeonato Sul-Americano Sub-18 de 2012, no Peru, e a medalha de bronze no Campeonato Mundial de 2013 na Tailândia, nesta mesma categoria. Na categoria adulto, conquistou pela seleção o título do Montreux Volley Masters de 2017, na Suíça.

## Carreira
A trajetória no voleibol iniciou bem cedo, conforme declarou em entrevista  sua paixão pela modalidade nascia em brincadeiras  com ”bexigas” com seus pais  de Idilo e Ana Brancher  ainda criança.Como atleta foi quando tinha apenas 12 anos, sendo destaque nas aulas de Educação Física, época que tinha 13 anos e com estatura de 1,78m, chegou a competir pela em sua cidade natal, permaneceu treinando até 2009, foi quando  migrou para Guaraciaba e ingressou na AD Guaraciaba.
Em 2011 foi convocada para Seleção Catarinense na categoria infantojuvenil  e no ano seguinte recebeu nova convocação para representar seu Estado na edição do Campeonato Brasileiro de Seleções, na categoria infantojuvenil da segunda divisão, sediado em Brasília, sagrando-se campeão, foi destaque desta conquista e convidada a participar da avaliação realizada em Brusque para Seleção Brasileira época que transferia-se para as categorias de base do  São Cristóvão Saúde/ São Caetano, tendo a característica de atuar nas posições tanto de ponteira quanto de oposta.
Ainda em 2012 após ser aprovada na avaliação para Seleção Brasileira foi convocada para disputar os amistosos preparatórios visando o torneio continental da categoria infantojuvenil e disputou o Desafio Internacional Brasil-Argentina sediado em Poços de Caldas, participando das quatros vitórias  frente ao selecionado argentino e disputou a edição do Campeonato Sul-Americano Infantojuvenil em Callao, Peru, ocasião que conquistou o a medalha de prata.
Em 2013 foi convocada novamente para seleção e disputou o Campeonato Mundial Infantojuvenil realizado em Nakhon Ratchasima, ocasião que vestia a camisa#9 e foi medalhista de bronze.
Na temporada de 2014 representou a Seleção Catarinense no Campeonato Brasileiro de Seleções em Maceió, categoria juvenil da primeira divisão, finalizando na quarta colocação.Voltou a ser convocada para categoria de base da Seleção Brasileira, na posição de oposta, para a disputa da edição dos Jogos Sul-Americanos de 2014, sediado em Santiago, Chile e por razões disciplinares foi dispensada do grupo.que conquistou o bronze na referida edição.Ainda em 2014 atuava pelo elenco infantojuvenil do São Cristóvão Saúde/ São Caetano, disputou o Campeonato Paulista Infantojuvenil.
Pelas categorias de base do São Cristóvão Saúde/ São Caetano conquistou o vice-campeonato da Copa Minas de 2015 na categoria Sub-21, também disputou i Campeonato Paulista Sub-21 de 2015e era a capitã da equipe.
Em 2016 também disputou o Campeonato Paulista Sub-21 pelo São Cristóvão Saúde/ São Caetano, integrou o elenco adulto na disputa da Copa São Paulo deste ano, sendo semifinalista e conquistou o título do Campeonato Paulista da Primeira Divisão.
Por esse clube disputou sua primeira edição da Superliga Brasileira A 2016-17, iniciando no banco e eventualmente entrava nos jogos e seu desempenho foi  progredindo em atuações decisivas contra as principais equipes da edição, destacando-se na pontuação individual e numa partida contra o Rexona/Ades, apesar da derrota teve seu trabalho reconhecido pela ponteira Gabriela Guimarães que após receber o Troféu Viva Vôlei  fez questão de dar a Edinara que teve uma grande atuação apesar da derrota de seu time e finalizou nesta edição na nona posição.
Na temporada de 2017 foi convocada para integrar o elenco da Seleção Brasileira Sub-23 visando a preparação  para o Campeonato Mundial   Sub-23 na Eslovênia.Foi contratada pelo GR Barueri/Hinodê para atuar nas competições do período esportivo 2017-18e por solicitação do técnico José Roberto Guimarães passou a treinar com elenco adulto e participou dos amistosos contra a representação da República Dominicana.
Foi relacionada para disputar pela  Seleção Brasileira em 2017 a edição do Montreux Volley Masters deste ano, conquistando o título.
Disputou pela Seleção Brasileira a edição da da Copa Pan-Americana realizada em Santo Domingo e ao final da competição disputou a medalha de bronze, mas terminou na quarta posição.

## Títulos e resultados
- Campeonato Paulista:2018[42]

- Copa Pan-Americana:2018[41]
- Desafio Internacional Brasil-Argentina Infantojuvenil:2012[8]
- Campeonato Paulista (Primeira Divisão):2016[27]
- Copa Minas Tênis Clube Sub-21 :2015[19]
- Campeonato Brasileiro de Seleções Infantojuvenil (Segunda Divisão):2012[5]
- Campeonato Brasileiro de Seleções Juvenil (Primeira Divisão):2014[13]